# Stuhleck
Stuhleck ist mit 1782 m ü. A. der höchste Berg der Fischbacher Alpen in der Steiermark (Österreich).

## Lage, Erschließung
Es ist, zusammen mit dem Wechsel, einer der östlichsten Gipfel der Alpen, der noch über die Waldgrenze hinausragt. Am Gipfel befindet sich das Alois-Günther-Haus. Vom Pfaffensattel, einem Gebirgspass (1372 m ü. A.) zwischen den Orten Rettenegg und Steinhaus am Semmering, führt eine nur im Sommer geöffnete, nicht asphaltierte Mautstraße bis zum Gipfel. Auf und über den Gipfel führt auch der Zentralalpenweg, ein österreichischer Weitwanderweg.
Das Stuhleck war der erste Berggipfel Österreichs, der im Winter mit Ski bestiegen wurde. Im Februar 1892 stiegen Toni Schruf, Hotelier aus Mürzzuschlag, der Grazer Fabriksdirektor (Metallindustrie) und Sportpionier Max Kleinoscheg (1862–1940) sowie der Postbeamte Walther Wenderich von Mürzzuschlag aus mit Ski auf den Gipfel. Nicht zuletzt machte diese Pioniertat die Region um den Semmering zu einem der ersten Wintersportgebiete Österreichs.
Heute ist die Westseite des Stuhleck von Spital am Semmering aus bis fast zum Gipfel mit mehreren Sesselbahnen und Skiliften erschlossen und ein viel frequentiertes Skigebiet, beliebt vor allem bei Tagesausflüglern aus Wien, Burgenland, Niederösterreich, der Steiermark, der Slowakei und Ungarn. Es ist das größte Skigebiet, das mit dem Auto seit Öffnung des Semmeringtunnels innerhalb von nur einer Stunde ab Wien erreichbar ist.
Um 1870 wurde über Initiative des Alpinisten Gustav Jäger (1815–1875) auf dem Gipfel des Stuhleck das Stuhleck-Schutzhaus erbaut. Am 10. August 1889 wurde von der Alpenvereinssektion Semmering die Stuhleck-Hütte eröffnet, die am 18. Mai 1892 durch gelegtes Feuer abbrannte, jedoch ab 25. November des Jahres 25 Meter weiter südlich wieder errichtet wurde. Der Neubau sollte durch die älteste alpine Gesellschaft des Niederösterreichischen Gebirgsvereins, D’Stuhlecker, erfolgen, doch interne Unstimmigkeiten veranlassten die Gesellschaft, sich aus dem Arbeitsgebiet Stuhleck gänzlich zurückzuziehen und das bereits provisorisch eingerichtete – ohne Konsens der Gesellschaft (von einem ihrer Ehrenmitglieder) rohbaulich fertiggestellte – Schutzhaus 1894 zu räumen. Am 1. September 1907 eröffneten D’Stuhlecker ein Stuhlecker-Schutzhaus.
Ab der frühen 1890er-Jahren betrieb der Österreichische Touristenklub auf 1.737 Höhenmetern das Gustav-Jäger-Schutzhaus, das jedoch zusehends verfiel und in der Folge von dem 1892 gegründeten Österreichischen Ski-Verein (Sitz: Wien) in Pacht übernommen wurde. Nach Adaptierung des Hauses für Zwecke des Wintersports wurde es als Nansen-Hütte zwischen 25. und 27. Dezember 1896 eröffnet. 1905/06 verzichtete der Österreichische Ski-Verein gegenüber dem ÖTC auf jegliche Rechte an der (sturmbeschädigten) Nansen-Hütte, 1910 dürften von dem Gebäude nur mehr Trümmer vorhanden gewesen sein.
Am 1. November 1926 wurde das Stuhleck-Schutzhaus mit einem durch einen Zweitaktmotor angetriebenen Automobil erreicht.

## Trivia
Am 15. März 2012 legte der Triathlet und Langstreckenradfahrer Michael Strasser am Stuhleck innerhalb von 22 Stunden und zwei Minuten mehr als 8848 Höhenmeter im Skibergsteigen zurück. Beim Projekt 8848 – Nonstop auf den Everest bewältigte er mehrere Aufstiege à 980 Höhenmeter und kam mit den Abfahrten auf eine Gesamtstrecke von 97 km. Ein erster Versuch im Dezember 2011 hatte aufgrund eines aufkommenden Schneesturms abgebrochen werden müssen.

## Galerie

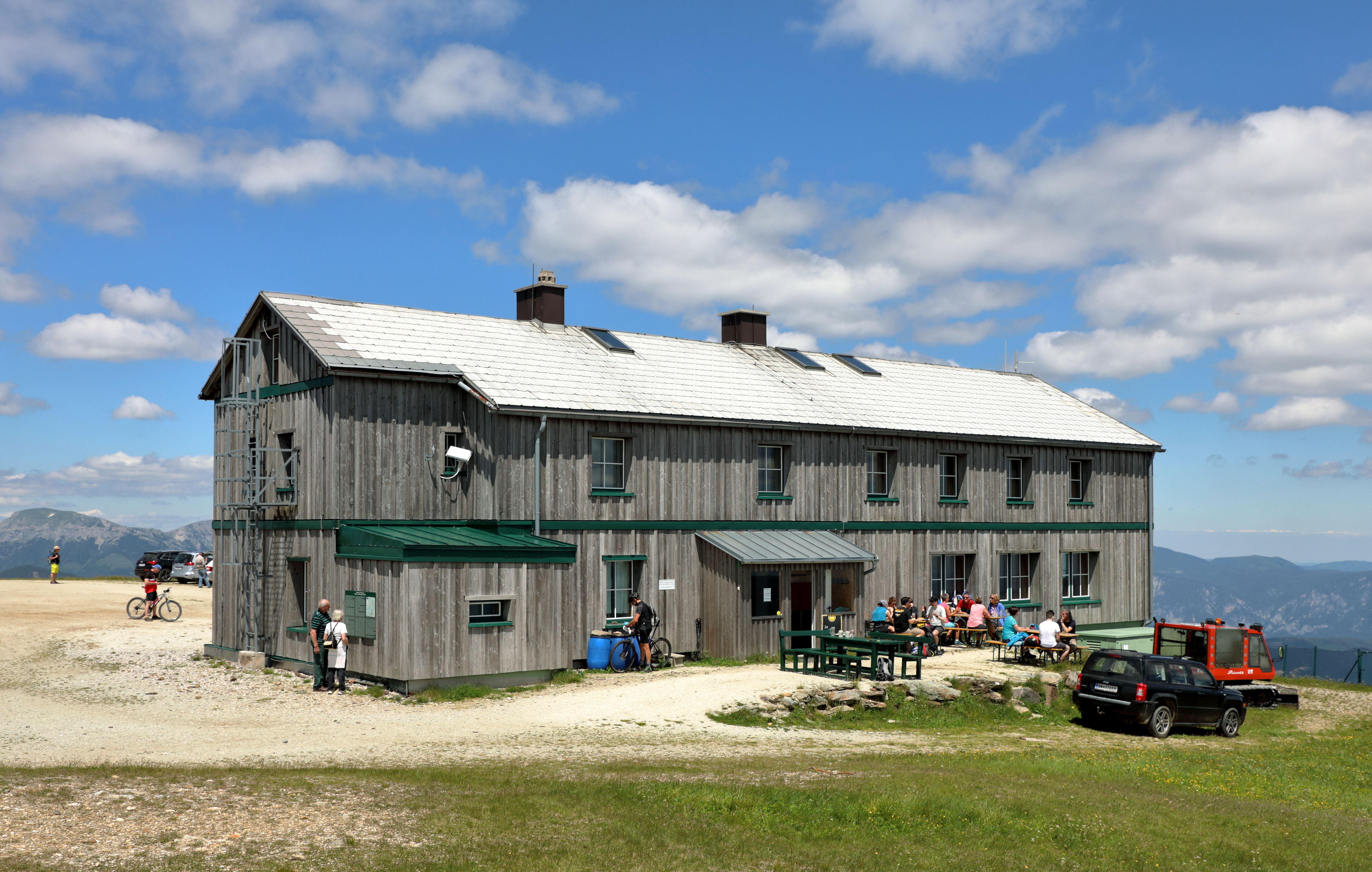
Alois-Günther-Haus am Gipfel
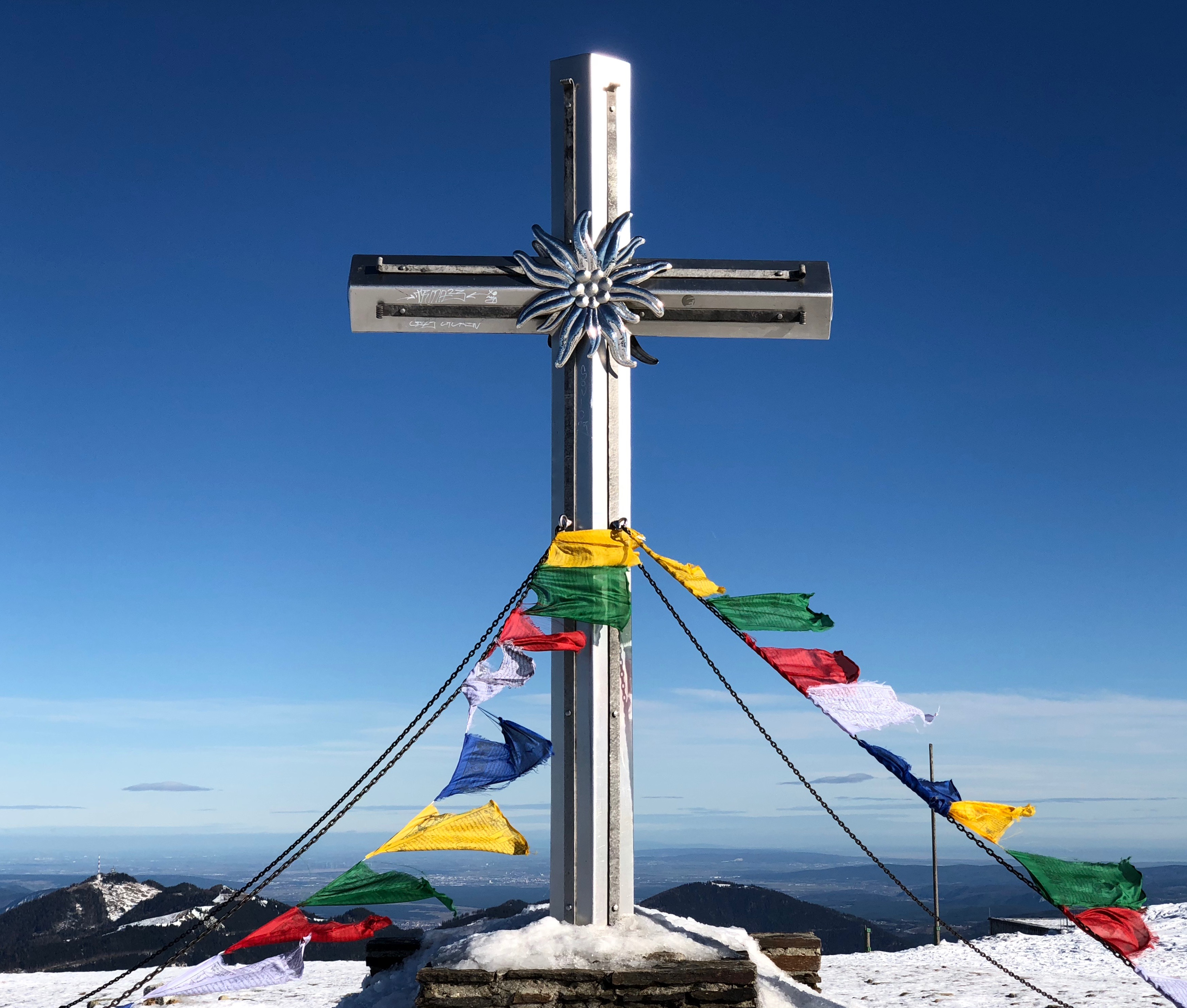
Gipfelkreuz mit Gebetsfahnen und Blick auf Sonnwendstein im Hintergrund
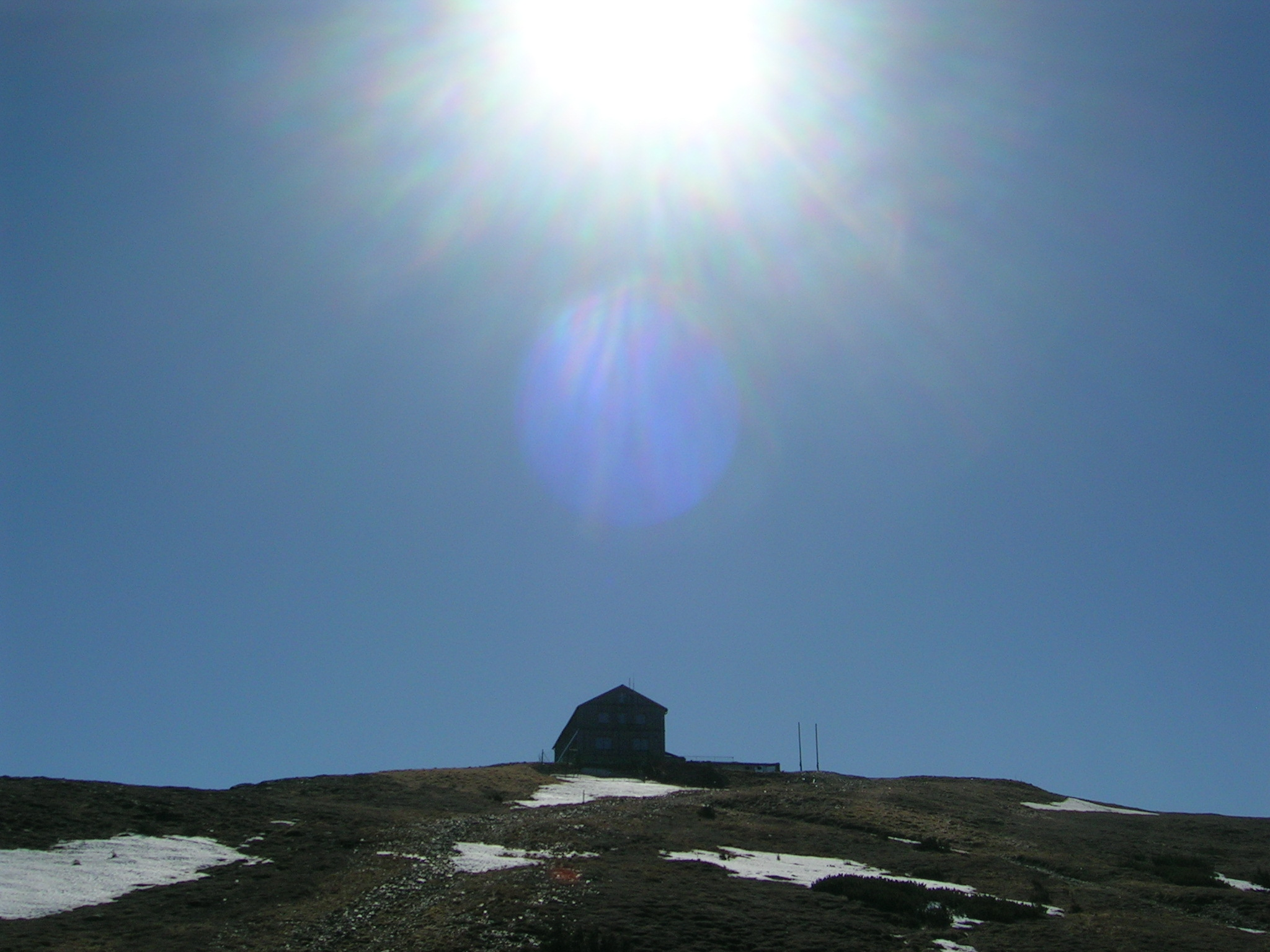
Gipfel mit Alois-Günther-Haus
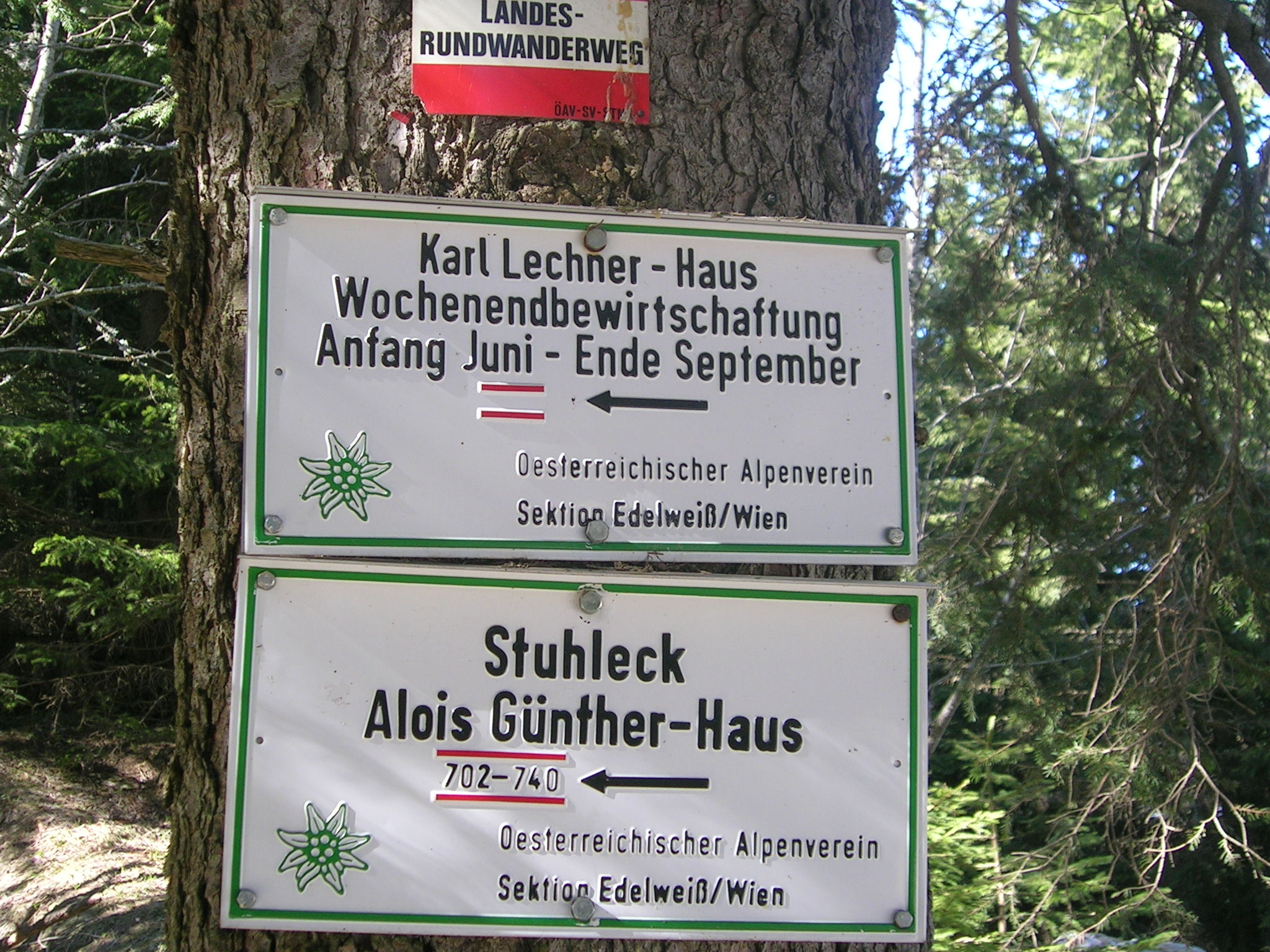
Wegweiser am Pfaffensattel in Richtung Stuhleck
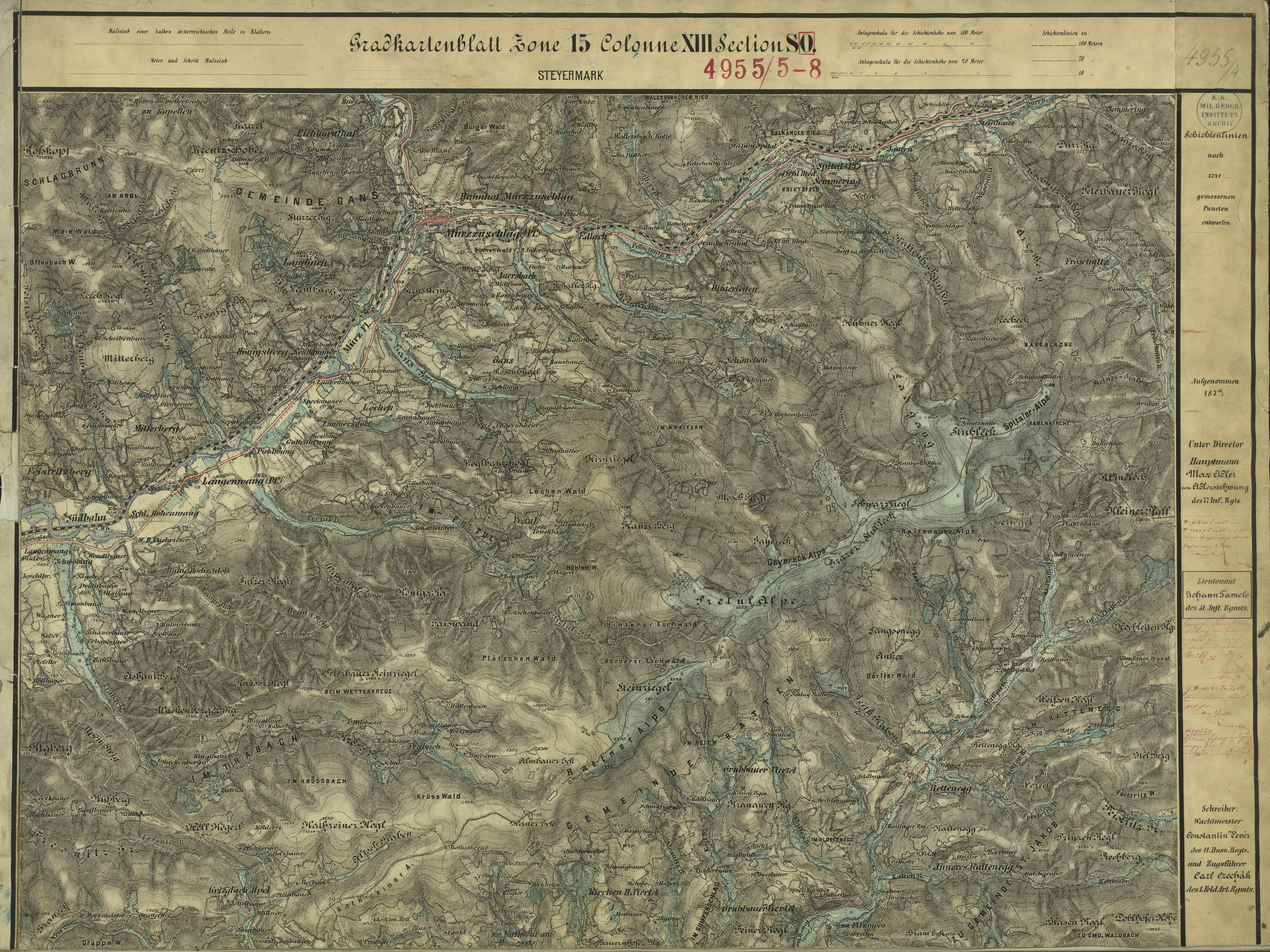
Stuhleck und Umgebung (links oben) um das Jahr 1876 (Aufnahmeblatt der Landesaufnahme)